# بريناري رأس الرجاء
بريناري رأس الرجاء (الاسم العلمي:Parinari capensis) هو نوع من النباتات يتبع جنس البريناري من فصيلة البلوطية الذهبية.